# Saignes (Lot)
Saignes település Franciaországban, Lot megyében. Lakosainak száma 74 fő (2022. január 1.). Saignes Albiac, Aynac, Bio és Mayrinhac-Lentour községekkel határos.

## Népesség
A település népessége az elmúlt években az alábbi módon változott:
| Lakosok száma | 60   | 58   | 63   | 63   | 77   | 79   | 78   | 74   | 74   | 74   |
|               | 1968 | 1982 | 1990 | 2006 | 2013 | 2015 | 2017 | 2019 | 2020 | 2022 |